# Září (hudební skupina)
Září je česká alternativně pop-rocková hudební skupina ze Zlína, založená v září 2018. Hraje autorskou kytarovou hudbu s českými texty a její tvorba čerpá z alternativního rocku i popu.

## Historie
Skupina vznikla na podzim roku 2018 po rozpadu dvou místních skupin – Suk Volok a Kula Pikle. Zakládajícími členy byli zpěvák a kytarista Lukáš Seďa, kytarista Pavel Jordán, baskytarista Rudy Dwornik a bubeník Michael „Šimon“ Šimůnek.
V roce 2020 skupina vydala své debutové EP 4EP, které obsahovalo čtyři skladby. V témže roce skupina představila svůj první oficiální videoklip k písni „Strange Love“, který byl nominován ve dvou kategoriích nezávislých cen No Stress Music Awards 2020.
V říjnu 2023 skupina zveřejnila nový videoklip a rozhovor, který vyšel na regionálním zpravodajském portálu iTVS.
Skupina Září rovněž vystoupila na festivalu Ladná Čeladná 2021.
Od roku 2021 skupina vydává samostatné singly, mezi něž patří „Tajný vzkaz“, „Traffic Jam“ nebo „Nejkrásnější dny“.

## Členové
Současná sestava:
- Lukáš Seďa – zpěv, kytara (2018–dosud)
- Pavel Jordán – kytara (2018–dosud)
- Rudy Dwornik – baskytara, vokály (2018–dosud)
- Michael „Šimon“ Šimůnek – bicí, vokály (2018–dosud)

## Diskografie

### EP
- 4EP (2020)

### Singly
- „Tajný vzkaz“ (2021)
- „Traffic Jam“ (2021)
- „Nejkrásnější dny“ (2023)

## Hudební styl a inspirace
Skupina se žánrově pohybuje mezi alternativním rockem a pop-rockem. Mezi její inspirační zdroje patří skupiny jako The Cure, Radiohead, New Order, z české scény pak například Priessnitz nebo Tata Bojs. Zvuk skupiny se vyznačuje melodickými linkami a texty reflektujícími osobní i sociální témata.

## Úspěchy
- Finále soutěže Líheň 2020
- Semifinále soutěže Spark Fresh Blood 2021
- Nominace videoklipu „Strange Love“ v No Stress Music Awards 2020 (Best Experimental, Best Director)